# Chedoara
Chedoara (estilizado como CHEDOARA) é o segundo álbum de estúdio da banda japonesa de visual kei DIMLIM, lançado em 8 de agosto de 2018. O videoclipe promocional de "Vanitas" foi lançado em 2 de junho de 2018 e o de "Aizou ni Tsuki... (愛憎につき…)" em 1 de agosto de 2018.

## Visão geral e produção
Com a saída do baterista Issei e o baixista Tsubasa, o Dimlim apresentou dois novos membros no lançamento de "Vanitas": Hiroshi e Taishi.
Uma versão demo da faixa "Malformation" já existia desde novembro de 2017, mas a banda começou a trabalhar seriamente no álbum a partir de março de 2018. Os últimos reajustes foram feitos de última hora segundo uma entrevista com a Gekirock.

## Recepção
Chiaki Fujitani, da Gekirock, afirmou que é "[...] uma obra cheia de ambição e autoconfiança, que não apenas parece viva, mas também simboliza um poder mais expressivo. [...]"
Chedoara alcançou a 194° posição nas paradas da Oricon.
Foi um dos mais vendidos da categoria visual kei da exportadora CD Japan em 2018. Devido a grande demanda e seu esgotamento em dois meses, o álbum foi relançado em 23 de dezembro com uma breve diferença na capa: tinta branca escorrendo sob a arte original.

## Faixas
Todas as letras escritas por Sho, todas as músicas compostas por Retsu.
| N.º            | Título                                | Duração |  |
| 1.             | "EXORDIUM"                            | 2:17    |  |
| 2.             | "GROTESQUE"                           | 4:11    |  |
| 3.             | "Malformation"                        | 3:18    |  |
| 4.             | "…Monoguruhi…Narite" (…物狂ひ…なりて) | 2:37    |  |
| 5.             | "Aizou ni Tsuki…" (愛憎につき…)       | 4:11    |  |
| 6.             | "Kyou no Ri" (狂の理)                 | 1:34    |  |
| 7.             | "Ambitious principles"                | 2:40    |  |
| 8.             | "Mad [K]"                             | 3:47    |  |
| 9.             | "Shigarami" (シガラミ)                | 4:05    |  |
| 10.            | "D.Hymnus"                            | 4:06    |  |
| 11.            | "vanitas" (-CHEDOARA MIX-)            | 3:35    |  |
| 12.            | ""Hito" to "Katachi"" (「人」と「形｣) | 4:15    |  |
| Duração total: | Duração total:                        | 40:42   |  |

## Ficha técnica
- Sho - vocais
- Retsu - guitarra
- Ryuya - guitarra
- Taishi - baixo
- Hiroshi - bateria